# Bimini

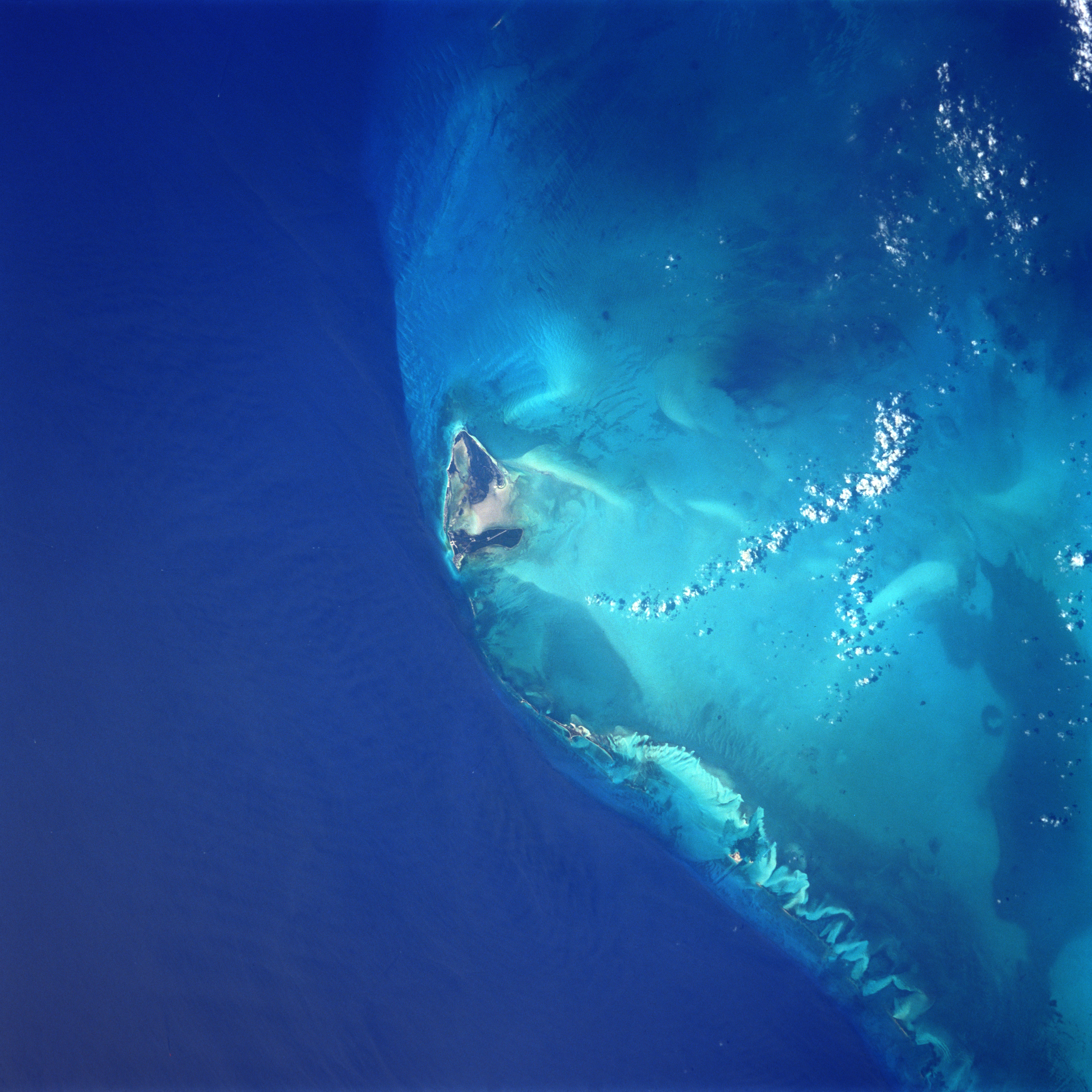
Bimini från rymden.

Bimini är ett distrikt i Bahamas som består av en samling öar, omkring 81 km öster om Miami, Florida. Bimini-öarna är den del av Bahamas som ligger närmast USA:s fastland. Öar i distriktet är bland annat Cat Cays, Cay Sal, Elbow Cays, Gun Cay, North Cat Cay, Ocean Cay och South Bimini. Alice Town på North Bimini är administrativt centrum som även är den ön flest turister besöker följt av South Bimini och North Cat Cay.
USA:s inrikespolitik har påverkat befolkningsutvecklingen. Amerikanska inbördeskriget 1861–65 innebar att Bimini blev ett smugglingscentrum för sydstaterna. Efter kriget minskade befolkningen i takt med att navigationsmöjligheterna för sjöfarten förbättrades, vilket innebar att Biminis huvudnäring skeppsbärgning och vrakplundring minskade.
Befolkningsnedgången fortsatte och minskade fram till förbudstiden 1920–33, då ekonomin åter tog fart och Bimini återigen förvandlades till ett smugglingscentrum. Efter andra världskriget har befolkningen stigit på grund av den ökade turismen.  Biminis närhet till Miami har nu för tredje gången gjort öarna till ett smugglingsnäste. Denna gång droger ifrån Karibien och Latinamerika. Befolkningen uppgår nu till 2417 (2022).
Bimini är internationellt känt för djuphavsfiske med återkommande tävlingar.

## Historisk befolkningsutveckling
| År   | Befolkning |
| 1835 | 14         |
| 1851 | 150        |
| 1861 | 210        |
| 1871 | 746        |
| 1881 | 663        |
| 1891 | 566        |
| 1901 | 545        |
| 1911 | 505        |
| 1921 | 638        |
| 1931 | 756        |
| 1943 | 725        |
| 1953 | 1330       |
| 1963 | 1658       |
| 1970 | 1503       |
| 1980 | 1411       |
| 1990 | 1639       |
| 2000 | 1717       |
| 2022 | 2417       |